# Patio Plum
Patio Plum fue un programa infantil que se emitió desde mayo de 1985 a diciembre de 1988 (con repeticiones en 1989, 1990 y 1995) por Universidad de Chile Televisión (hoy Chilevisión) en el horario de las 17:30 horas, salvo entre 1986 y febrero de 1988 que se transmitió en dos horarios, a las 11:30 y a las 17:30. El programa era dirigido a niños mayores de cinco años y preadolescentes, siendo uno de los programas infantiles chilenos más recordados de la década de los 80s junto a Pipiripao, Masamigos, El Mundo del Profesor Rossa y Cachureos y uno de los capítulos más recordados es el emitido en 1986 en donde tuvieron como invitados al grupo Los Prisioneros que tuvo como título "Los amigos rockeros".

## Temática del programa
El nombre da una idea del contenido: un patio; un lugar para jugar, en donde un grupo de niños (interpretado por actores) y un anciano (personificado por un títere) comparten diversas situaciones. En general el programa trataba de abordar algún tema que era del interés de los niños de esa edad y situaciones que habitualmente les tocaba vivir: como hacer las tareas, el portarse bien, la ayuda al prójimo, etc.
En el programa cada uno tenía su personalidad: la niña traviesa, pero inocente; el que disfruta inventando cosas; el que se cree artista; el perrito amigo de todos; el pequeño músico y el anciano con alma de niño.
El elenco estaba formado por Samuel (Samuel Villarroel), Monona (Amanda Lorca) reemplazada posteriormente por Pelusa (María Francisca Silva), Manolo (Manuel López), el perro Lenteja (Juan Carlos Olmos), la Familia Cortínez, integrada por Rolo y Mariluz, hijos de la Señora Blanquita y don Benito Cortínez, interpretados por Sergio Herkovitz y Elena Zúñiga. Don Simón y en la última temporada se les une Tatán (Luis "Pippo" Guzmán), Guacolda (Patricia Irribarra) y Don Temistocles (también personificado por un títere). Todos ellos convivían en una especie de Vecindad donde diariamente pasaban sus aventuras y estaban a cargo del "Club Patio Plum", salvo la última temporada cuando Pelusa se une al Club de "Las Marmotas", debido a que el Club Patio Plum no tienen reuniones, lo que genera que Samuel, Manolo y Tatán formaran su propio club y comenzaran a molestar en forma recurrente a Pelusa y a las demás niñas del mencionado club, robándoles y leyendo sus diarios de vida, tenían también su contraseña secreta que era "Sa-Man-Ta" en especial esto lo hacían cuando estaban sentados (en el Sa y el Man cruzaban los brazos y se golpeaban con la palma de la mano la altura del pecho y en el Ta se golpeaban los muslos con las palmas) también en varios capítulos tenían que lidiar con el Guatón Julio el nemesis y que apareció en algunas ocasiones en el programa, salvo en algunas ocasiones que nombraban a otros personajes que eran amigos del barrio o de la escuela, pero que nunca aparecían en el programa, como Tamiko (la enamorada de Samuel), Rocío (la enamorada de Manolo), Alex Gildemeister (un buen amigo de Pelusa) o Marta Marmota (presidenta del club "Las Marmotas" al cual Pelusa se une en la última temporada).

### Personajes
Samuel (1985-1988) interpretada por Samuel Villarroel: Es el inventor del grupo y que también gustaba el investigar, su cuarto estaba al frente de la casa de Don Simón, entre sus logros como inventor, está el crear una máquina que transformaba el smog en helados e inventar un perfume llamado "Noche de Paz", este último que trajo consecuencias ya que a quien se lo aplicaba, le empezaba a salir manchas azules. Estaba enamorado de una niña del colegio de nacionalidad japonesa llamada Tamiko y Don Simón acostumbraba llamarlo "Licenciado Samuel".
Monona (1985-1986) interpretada por Amanda Lorca: una de las niñas que vivía en el barrio, acostumbraba a ser compañera de juegos de Samuel, su cuarto estaba al lado de la casa de Don Simón.
La verdadera razón de la salida de Monona, es porque la actriz que la personificaba, Amanda Lorca, debió hacer abandono del programa por su embarazo. Para justificar su salida del programa, Samuel le dice a Don Simón que tanto Monona como la familia Cortínez se habían cambiado de barrio.
Lenteja (1985-1988) interpretado por Juan Carlos Olmos: un perro travieso amigo de todos en la villa, también conocido como "El Perrito de Oro" por haber ganado un concurso y como "El Privilegiado", apodo ganado al momento de crearse el Club Patio Plum, sus palabras más recurrentes eran amigo/a, más bien usado como muletilla y ¡Cachílupi!, para decir que algo era genial/divertido/de agrado.
Hermana Guacolda (1985-1986) interpretada por Patricia Irribarra:  Era una mujer solitaria que vivía al lado de la casa de Monona.  Apareció tanto en la primera como a principios de la segunda temporada y cada vez que uno de los niños lo iba a ver tocaban una canción o tenían alguna experiencia "psicodélica". 
Puck (1986) interpretado por Sergio Gajardo: Llega en reemplazo de la Hermana Guacolda en la segunda temporada, tenía como características, mantener las experiencias psicodélicas vividas anteriormente. la diferencia era que, en algunas ocasiones, lo mostraban en imágenes paseando en motoneta por parques o calles conocidas de la ciudad. 
Manolo (1986-1988) interpretado por Manuel López: era el músico del grupo, vivía con su abuelita Hortensia y su cuarto se encontraba en el fondo de la villa, era uno de los más tranquilos, a diferencia de Samuel que era más o menos inquieto, como se dijo anteriormente, estaba enamorado de una niña llamada Rocío y en la última temporada, se enamora de una niña llamada Javiera. Su afición era la música, componer canciones y en algunas ocasiones el ser detective autodenominándose "Sherlock Holmes", en más de una ocasión se le vio tocando algún instrumento.
Pelusa (1987-1988) interpretada por María Francisca Silva: llega al barrio en reemplazo de Monona, su cuarto al igual que el de Monona, se encontraba al lado de la casa de Don Simón, sus pasatiempos favoritos eran cocinar y escribir composiciones, en la última temporada se une al club de "Las Marmotas" y eso genera que Samuel, Manolo y Tatán se burlen de ella constantemente.
Tatán (1988) interpretado por Luis "Pippo" Guzmán: su verdadero nombre era Sebastián Covarrubias, era un amigo de los chicos que no vivía en la villa con ellos, lo conocen después de que este les facilitara unos discos para una fiesta que estaban organizando, aficionado al deporte y al baile, se caracterizaba por su gran energía y su buena amistad.
Don Simón (1986-1988): era un anciano interpretado por un títere, vivía en la única casa que se veía en pantalla, era un gran consejero y buen amigo para los chicos, en una ocasión lo fue a visitar su sobrino Simoncito, generando los celos de los chicos en la villa, era el único que no pertenecía al Club Patio Plum, ya que él pertenecía al "Club de los Jubilados", su frase característica era "¡fuchi de aquí!".
Don Temistocles (1988): era un anciano interpretado también por un títere, era un buen amigo de Don Simón, también perteneciente al "Club de los Jubilados", quien acostumbraba a visitarlo para compartir grandes tertulias o jugar partidos de ajedrez.

## Repeticiones
El programa fue repetido por primera vez en junio de 1989 en que fue retransmitida la temporada de 1986, en 1990 fue retransmitida la temporada de 1988 (ambas en el horario de las 16:30), y en el verano de 1995 en el horario de las 15:30 donde también fue retransmitida la temporada de 1987.